# シャンブロウ
『シャンブロウ』（Shambleau）は、アメリカ合衆国のSFおよびファンタジー作家C・L・ムーアによる短編小説。これはムーアのプロとしての最初の商業作品であるが、同時にムーアの最も有名な作品でもある。初掲載は「ウィアード・テイルズ」誌1933年11月号であり、その後何度も再版されて来た。この短編にはムーアの最もよく知られたヒーローであるノースウェスト・スミスが登場し、全体としてはメドゥーサ神話の焼き直しになっており、また、性欲とそれへの依存症もテーマにしている。

## あらすじ
タフな密輸人のノースウェスト・スミスは、火星で群衆に追い立てられていた若い女と遭遇し、直感的に彼女を守ることに決める。群衆は彼女を「シャンブロウ」と呼ぶが、スミスにはこの名前に憶えがない。スミスが彼女は自分のものだと主張したとたんに群衆は何の暴力ざたもなく散ってしまい、スミスは驚く。さらに、群衆からスミスに向けられたのが憎悪ではなく、むしろ侮蔑であることを感じ取り、さらに困惑する。スミスがその女をもっと近くで見たとき、彼女が非常に魅力的ではあるが人間ではないことに気づく。彼女に対する何らかの責任感から、スミスは彼女が自分の部屋に避難するのを許し、一方で違法なビジネスも進めていた。
スミスはついに、シャンブロウは髪の毛のかわりに生えているワームを用いて他の者の生命力を食糧として生きていること、そしてその際にあまり長くは生きられない犠牲者を純粋なエクスタシーで依存状態に置くことに直接的に気づく。スミスにとっては幸いなことに、スミスの金星人の相棒であるヤロール (Yarol) が様子を見に来て、手遅れになる前に彼を発見する。スミスとは違って、ヤロールはこの生物の正体を知っていた。ヤロールもシャンブロウに引きずり込まれかけながらも、辛くも視線をそらすことに成功し、鏡に映ったシャンブロウの姿を見ながら、何とかシャンブロウを撃ち殺す。
なお、本編で名前が初登場し、その後もノースウェスト・スミスシリーズにおいて度々言及ないしは登場があるファロール神は、後にクトゥルフ神話に取り込まれている。

## 日本語訳
日本への紹介は、野田昌宏により早川書房「S-Fマガジン」1964年5月号のコラム〈SF英雄群像〉で、部分訳が発表されたのが最初であると考えられている。その直後の1964年秋には、安岡由紀子による初訳（完訳）がSF同人誌「宇宙塵」に発表された。
その後、1971年からハヤカワ文庫SFとして仁賀克雄訳によるノースウェスト・スミス・シリーズ（短編集全3巻）が刊行され、その第1巻『大宇宙の魔女』に第1話として収録されている。野田は、かねてから Shambleau にほれ込み、文庫版訳は絶対に自分が行うと決めていたが、仁賀に先を越され、そのうえ皮肉なことに『大宇宙の魔女』の解説を依頼されることになってしまった。このときの野田のあまりの落ち込みように、当時「SFマガジン」の編集長であった森優が「ひとこと言ってくれりゃァいいものを……」と絶句したという逸話が、「わが〈シャンブロウ〉への挽歌」と題されたその『大宇宙の魔女』の解説本文に述べられている。
2005年7月には、野田による完訳が収録されたSFアンソロジー『火星ノンストップ』が刊行されている。
なお、ハヤカワ文庫版ノースウェスト・スミス・シリーズには、松本零士による挿絵が添えられている。